# Vyvyan Evelegh
Vyvyan Evelegh (14 décembre 1898 - 27 août 1958) est un major général de l'armée britannique pendant la Seconde Guerre mondiale, commandant la 78e division d'infanterie et la 6e division blindée en Tunisie et en Italie.

## Jeunesse et début de carrière
Après un passage au Collège militaire royal de Sandhurst, Evelegh devient officier dans l'armée britannique comme second lieutenant au sein du Duke of Cornwall's Light Infantry le 1er mai 1917, au cours de la Première Guerre mondiale. Il sert sur le front occidental avec le 1er bataillon de son régiment, une unité de l'armée régulière qui faisait partie de la 95e brigade de la 5e division. Il est promu lieutenant le 1er novembre 1918, dix jours avant la fin de la guerre le 11 novembre 1918.

## Entre-deux-guerres
Restant dans l'armée pendant l'entre-deux-guerres, il est promu capitaine le 8 juillet 1927. Il est nommé major de brigade de la 130e brigade d'infanterie de la 43e division, une formation de l'armée territoriale, le 1er avril 1935, puis major de brigade de la 6e brigade d'infanterie de la 2e division d'infanterie le 23 mai 1937 et détaché auprès de l'état-major. Il est breveté le 1er juillet et promu au grade effectif de major le 14 octobre.
Evelegh est breveté lieutenant-colonel le 1er janvier 1939, renonçant à sa nomination de major de brigade le 16 avril et est nommé officier d'état-major général de grade 2 (GSO2) le 3 juillet.

## Seconde Guerre mondiale
Au début de la Seconde Guerre mondiale en septembre 1939, il est promu lieutenant-colonel de guerre. Il voit le service actif lors de la bataille de France au sein du British Expeditionary Force, servant dans l'état-major du IIe corps, alors commandé par le lieutenant-général Alan Brooke, et étant fait Officier de l'Ordre de l'Empire britannique, pour « services distingués sur le terrain », le 11 juillet 1940.
Evelegh sert ensuite comme instructeur au Staff College de Camberley, est promu brigadier puis commande la 11e brigade d'infanterie, qui fait partie de la 4e division d'infanterie, de janvier à novembre 1941, avant de retourner au Staff College pour servir en tant que commandant adjoint. Il est promu colonel le 18 mai 1942 (avec ancienneté à partir du 1er janvier), puis major général par intérim le 13 juin. Le lendemain, il est nommé General Officer Commanding de la 78e division d'infanterie, formé spécifiquement pour l'opération Torch, l'invasion alliée de l'Afrique française du Nord, en novembre 1942.
Evelegh commande la 78e division en Afrique du Nord dans le cadre du Ve corps du lieutenant-général Charles Walter Allfrey, lui-même faisant partie de la 1re armée britannique, participant à la campagne de Tunisie et recevant une promotion au grade de major général temporaire le 13 juin 1943. Le 5 août, il est fait Compagnon de l'Ordre du Bain « en reconnaissance des services vaillants et distingués en Tunisie » et peu de temps après obtient l'autorisation de porter les insignes de Commandeur de la Legion of Merit, qui lui ont été conférés par les États-Unis.
La 78e division prend part à l'invasion alliée de la Sicile et à la campagne d'Italie. En décembre 1943, Evelegh échangea des commandes avec le général de division Charles Keightley, commandant de la 6e division blindée. Du 16 février au 18 mars 1944, pendant la bataille d'Anzio, il sert comme commandant adjoint du VIe corps américain sous les ordres du général de division John P. Lucas, remplacé plus tard par le général de division Lucian Truscott. Le 23 mars 1944, il reçoit l'Ordre du service distingué « en reconnaissance de services vaillants et distingués sur le terrain ».
Il revient au commandement de la 6e division blindée lors de son arrivée au coup par coup en Italie (la 1re brigade des gardes était déjà arrivée en Italie en février) et la commanda lors de l'opération Diadem la quatrième bataille de Monte Cassino. Le 24 juillet 1944, il cède le commandement de la 6e division au major-général Gerald Templer, en raison d'une mauvaise performance perçue, pour finalement servir en tant que chef d'état-major adjoint d'août 1944 à mai 1945,.

## Carrière d'après-guerre
Evelegh est promu au grade effectif de général de division le 29 décembre 1946 (avec ancienneté du 19 juillet 1944). Il sert en tant que district du nord-ouest du GOC en 1947-1948, puis de la 42e division du GOC (Lancashire) de mars 1948 à octobre 1950 avant de se retirer de l'armée le 13 novembre 1950. Il est brièvement rappelé sur la liste active pour être spécialement remployé entre le 2 avril et le 9 octobre 1951.
Il était colonel du Duke of Cornwall's Light Infantry de 1953 jusqu'à sa mort subite en 1958.